# Premio letterario Noma
Il Premio letterario Noma (野間文芸賞?, Noma Bungei Shō) è un riconoscimento assegnato annualmente ai migliori libri pubblicati in Giappone appartenenti a vari generi letterari.
Fondati nel 1941 dalla Noma Service Association in memoria di Noma Seiji, fondatore della casa editrice Kōdansha, riconosce al vincitore di ogni categoria 3 milioni di yen.
Destinato ad opere pubblicate tra l'ottobre dell'anno precedente e il settembre del successivo, ha contribuito alla scoperta di alcuni scrittori poi divenuti celebri anche all'estero come Haruki Murakami.

## Noma Literary Prize (1941–presente)[8]
| Anno | Autore                              | Opera                                                                                           | Traduzione italiana              |
| ---- | ----------------------------------- | ----------------------------------------------------------------------------------------------- | -------------------------------- |
| 1941 | Mayama Seika                        |                                                                                                 |                                  |
| 1942 | Nessun premio                       |                                                                                                 |                                  |
| 1943 | Kōda Rohan                          |                                                                                                 |                                  |
| 1944 | Nessun premio                       |                                                                                                 |                                  |
| 1946 | Mimei Ogawa                         |                                                                                                 |                                  |
| 1953 | Fumio Niwa                          | Hebi to hato (蛇と鳩)                                                                           |                                  |
| 1954 | Kawabata Yasunari                   | Yama no oto (山の音)                                                                            | Il suono della montagna          |
| 1955 | Nessun premio                       |                                                                                                 |                                  |
| 1956 | Tonomura Shigeru                    | Ikada (筏)                                                                                      |                                  |
| 1957 | Fumiko Enchi e Uno Chiyo            | Onnazaka (女坂) e Ohan (おはん)                                                                 | Onnazaka: Il sentiero nell'ombra |
| 1958 | Kobayashi Hideo                     | Kindai kaiga (近代絵画)                                                                         |                                  |
| 1959 | Murō Saisei                         | Kagerou no nikki ibun (かげろふの日記遺文)                                                      |                                  |
| 1960 | Yasuoka Shōtarō e Ohara Tomie       | Umibe no kōkei (海辺の光景) e En to iu onna (婉という女)                                        |                                  |
| 1961 | Yasushi Inoue                       | Yodo dono no nikki (淀どの日記)                                                                 |                                  |
| 1962 | Ozaki Kazuo                         | Maboroshi no ki (まぼろしの記)                                                                  |                                  |
| 1963 | Hirotsu Kazuo                       | Nengetsu no ashioto (年月のあしおと)                                                            |                                  |
| 1964 | Nakayama Gishu e Takami Jun         | Shoan (咲庵) e Shi no fuchi yori (死の淵より)                                                   |                                  |
| 1965 | Nagai Tatsuo                        | Ikko sono hoka (一個)                                                                           |                                  |
| 1966 | Masuji Ibuse                        | Kuroi Ame (黒い雨)                                                                              | La pioggia nera                  |
| 1967 | Nakamura Mitsuo e Funahashi Seiichi | Nise no gūzō (贋の偶像) e Sukina onna no munakazari (好きな女の胸飾り)                          |                                  |
| 1968 | Kawakami Tetsutaro                  | Yoshida Shōin (吉田松陰)                                                                        |                                  |
| 1969 | Nakano Shigeharu                    | Kōotsuheitei (甲乙丙丁)                                                                         |                                  |
| 1970 | Yoshida Ken’ichi e Eto Jun          | Yōroppa no seikimatsu (ヨオロッパの世紀末) e Sōseki to sono jidai (漱石とその時代)              |                                  |
| 1971 | Shōno Junzō                         | Eawase (絵合せ)                                                                                 |                                  |
| 1972 | Ineko Sata                          | Juei (樹影)                                                                                     |                                  |
| 1973 | Kenzaburō Ōe                        | Kōzui wa waga tamashii ni oyobi (洪水はわが魂に及び)                                            |                                  |
| 1974 | Shōhei Ōoka                         | Nakahara Chūya (中原中也)                                                                       |                                  |
| 1975 | Hirano Ken e Ozaki Kazuo            | Samazama na seishun (さまざまな青春) e Ano hi kono hi (あの日この日)                            |                                  |
| 1976 | Takeda Taijun e Miura Tetsuo        | Memai no suru sanpo (目まいのする散歩) e Kenjū to jūgo no tampen (拳銃と十五の短篇)             |                                  |
| 1977 | Nakajima Kenzo                      | Kaisō no bungaku (回想の文学)                                                                   |                                  |
| 1978 | Yoshiyuki Jyunnosuke                | Yūgure made (夕暮まで)                                                                          |                                  |
| 1979 | Fujieda Shizuo                      | Kanashii dake (悲しいだけ)                                                                      |                                  |
| 1980 | Shūsaku Endō                        | Samurai (侍)                                                                                    | Il samurai                       |
| 1981 | Yamamoto Kenkichi                   | Inochi to katachi (いのちとかたち)                                                              |                                  |
| 1982 | Kojima Nobuo                        | Wakareru riyū (別れる理由)                                                                      |                                  |
| 1983 | Fumio Niwa                          | Ren'nyo (蓮如)                                                                                  |                                  |
| 1984 | Nessun premio                       |                                                                                                 |                                  |
| 1985 | Toshio Shimao e Maruya Saiichi      | Gyoraitei gakusei (魚雷艇学生) e Chūshingura towa nanika (忠臣蔵とは何か)                       |                                  |
| 1986 | Ueda Miyoji e Oba Minako            | Shimaki Akahiko (島木赤彦) e Naku tori no (啼く鳥の)                                            |                                  |
| 1987 | Mori Atsushi                        | Ware yuku mono no gotoku (われ逝くもののごとく)                                                 |                                  |
| 1988 | Yasuoka Shōtarō                     | Boku no shōwashi (僕の昭和史)                                                                   |                                  |
| 1989 | Yasushi Inoue                       | Kōshi (孔子)                                                                                    |                                  |
| 1990 | Sakaki Kiichi                       | Watashi no Chēhofu (私のチェーホフ)                                                             |                                  |
| 1991 | Kono Taeko                          | Miira tori ryookitan (みいら採り猟奇譚)                                                         |                                  |
| 1992 | Sakagami Hiroshi                    | Denen fukei (田園風景)                                                                          |                                  |
| 1993 | Keizō Hino                          | Taifu no me (台風の眼)                                                                          |                                  |
| 1994 | Agawa Hiroyuki e Lee Hoesung        | Shiga Naoya (志賀直哉) e Hyakunen no tabibito tachi (百年の旅人たち)                            |                                  |
| 1995 | Nessun premio                       |                                                                                                 |                                  |
| 1996 | Akiyama Shun                        | Nobunaga (信長)                                                                                 |                                  |
| 1997 | Takubo Hideo e Taeko Tomioka        | Kodamashu (木霊集) e Hiberuni ato kiko (ひべるにあ島紀行)                                       |                                  |
| 1998 | Yūko Tsushima                       | Hinoyama, yamazaruki (火の山―山猿記)                                                            |                                  |
| 1999 | Kiyooka Takuyuki                    | Maronie no hana ga itta (マロニエの花が言った)                                                  |                                  |
| 2000 | Kyoko Hayashi                       | Nagai jikan o kaketa ningen no keiken (長い時間をかけた人間の経験)                              |                                  |
| 2001 | Jakuchō Setouchi                    | Basho (場所)                                                                                    |                                  |
| 2002 | Takai Yuichi                        | Toki no ushio (時の潮)                                                                          |                                  |
| 2003 | Hiroko Takenishi                    | Zōtō no Uta (贈答のうた)                                                                        |                                  |
| 2004 | Tsujii Takashi                      | Chichi no Shōzō (父の肖像)                                                                      |                                  |
| 2005 | Ryū Murakami                        | Hanto wo deyo (半島を出よ)                                                                      |                                  |
| 2006 | Kuroi Senji                         | Ichijitsu yume no satsu (一日 夢の柵)                                                           |                                  |
| 2007 | Saeki Kazumi                        | Norge (ノルゲ Norge)                                                                            |                                  |
| 2008 | Machida Kō                          | Yadoya Meguri (宿屋めぐり)                                                                      |                                  |
| 2009 | Okuizumi Hikaru                     | Jingi gunkan Kashihara satsujinjiken (神器 軍艦『橿原』殺人事件)                                |                                  |
| 2010 | Kiyoko Murata                       | Furusato no waga ie'' (故郷のわが家)                                                            |                                  |
| 2011 | Yōko Tawada                         | Yuki no renshūsei (雪の練習生)                                                                  |                                  |
| 2012 | Eimi Yamada                         | Gentoruman (ジェントルマン)                                                                     |                                  |
| 2013 | Hosaka Kazushi                      | Mimei no toso (未明の闘争)                                                                      |                                  |
| 2014 | Yoriko Shōno                        | Mitōbyōki: kōgenbyō "kongōsei ketsugō soshikibyō" no (未闘病記――膠原病、「混合性結合組織病」の) |                                  |
| 2015 | Nagano Mayumi                       | Meido ari (冥途あり)                                                                            |                                  |
| 2016 | Toshiyuki Horie                     | Sono sugata no keshikata (その姿の消し方)                                                       |                                  |
| 2017 | Takamura Kaoru                      | Tsuchi no ki (土の記)                                                                           |                                  |
| 2018 | Osamu Hashimoto                     | Kusanagi no tsurugi (草薙の剣)                                                                  |                                  |
| 2019 | Hisaki Matsuura                     | Jingai (人外)                                                                                   |                                  |
| 2020 | Yōko Ogawa                          | Kobako (小箱)                                                                                   |                                  |
| 2021 | Hideo Levy                          | Tenro (天路)                                                                                    |                                  |

## Noma Literary New Face Prize (1979–presente)
| Anno | Autore                           | Opera                                                                                                | Traduzione             |
| ---- | -------------------------------- | --- | ---------------------- |
| 1979 | Yūko Tsushima                    | Hikari no ryōbun (光の領分)                                                                          |                        |
| 1980 | Tatematsu Wahei                  | Enrai (遠雷)                                                                                         |                        |
| 1981 | Ryū Murakami Miyauchi Katsusuke  | Koinrokkā beibīzu (コインロッカー・ベイビーズ) Kin’iro no zō (金色の象)                              | Coin Locker Babies     |
| 1982 | Haruki Murakami                  | Hitsuji o meguru bōken (羊をめぐる冒険)                                                              | Nel segno della pecora |
| 1983 | Genpei Akasegawa                 | Yukino (雪野)                                                                                        |                        |
| 1984 | Aono Sō Masahiko Shimada         | Onna kara no koe (女からの声) Muyū ōkoku no tame no ongaku (夢遊王国のための音楽)                    |                        |
| 1985 | Nakazawa Kei Masuda Mizuko       | Suiheisen ue nite (水平線上にて) Jiyū jikan (自由時間)                                               |                        |
| 1986 | Iwasaka Keiko Hikari Agata       | Mimoza no hayashi o (ミモザの林を) Shizuka ni watasu kogane no yubiwa (しずかにわたすこがねのゆびわ) |                        |
| 1987 | Arai Man                         | Vekusashion (ヴェクサシオン)                                                                         |                        |
| 1988 | Yoshimeki Hiruhiko               | Ruijiana (ルイジアナ杭打ち)                                                                          |                        |
| 1989 | Ii Naoyuki                       | Sashite jūyōde nai ichinichi (さして重要でない一日)                                                  |                        |
| 1990 | Saeki Kazumi                     | Shōto sākitto (ショート・サーキット)                                                                 |                        |
| 1991 | Yoriko Shōno                     | Nanimo shite nai (なにもしてない)                                                                    |                        |
| 1992 | Hideo Levy                       | Seijōki no kikoenai heya (星条旗の聞こえない部屋)                                                    |                        |
| 1993 | Okuizumi Hikaru Hosaka Kazushi   | Novalis no inyō (ノヴァーリスの引用) Kusa no ue no chōshoku (草の上の朝食)                           |                        |
| 1994 | Takeno Masato                    | Watashi no jijoden zempen (私の自叙伝前篇)                                                           |                        |
| 1995 | Satō Yōjirō Mizumura Minae       | Geshi matsuri (夏至祭) Shishōsetsu (私小説)                                                          |                        |
| 1996 | Mitsuyo Kakuta Miri Yū           | Madoromu yoru no UFO (まどろむ夜のＵＦＯ) Furuhausu (フルハウス)                                     |                        |
| 1997 | Machida Kō                       | Kussun daikoku (くっすん大黒)                                                                        |                        |
| 1998 | Chiya Fujino                     | Oshaberi kaidan (おしゃべり怪談)                                                                     |                        |
| 1999 | Kazushige Abe Itō Hiromi         | Mujō no sekai (無情の世界) Ranīnya (ラニーニャ)                                                      |                        |
| 2000 | Akasaka Mari Okazaki Yoshihisa   | Myūzu (ミューズ) Rakutenya (楽天屋)                                                                  |                        |
| 2001 | Shimizu Hiroko Dōgaki Sonoe      | Shohōsen (処方箋) Berakurusu (ベラクルス)                                                            |                        |
| 2002 | Sagawa Mitusharu Wakai Sū        | Chijiminda ai (縮んだ愛) Umiuma no josō (海馬の助走)                                                 |                        |
| 2003 | Rio Shimamoto Hoshino Tomoyuki   | Ritoru bai ritoru (リトル・バイ・リトル) Fantajisuta (ファンタジスタ)                                |                        |
| 2004 | Nakamura Kō Fuminori Nakamura    | Guruguru mawaru suberidai (ぐるぐるまわるすべり台) Shakō (遮光)                                      |                        |
| 2005 | Aoki Jungo Hirata Toshiko        | Yonjūnichi to yonjūyoru no Märchen (四十日と四十夜のメルヘン) Futarinori (二人乗り)                  |                        |
| 2006 | Nakahara Masaya                  | Namo naki kojitachi no haka (名もなき孤児たちの墓)                                                   |                        |
| 2007 | Maki Kashimada Nishimura Kenta   | Pikarudi no sando (ピカルディーの三度) Ankyo no yado (暗渠の宿)                                      |                        |
| 2008 | Kikuko Tsumura                   | Myūjikku buresu yū (ミュージック・ブレス・ユー!!)                                                    |                        |
| 2009 | Sayaka Murata                    | Gin’iro no uta (ギンイロノウタ)                                                                      |                        |
| 2010 | Toh EnJoe Tomoka Shibasaki       | Uyūshitan (烏有此譚) Netemo sametemo (寝ても覚めても)                                                |                        |
| 2011 | Yukiko Motoya                    | Nurui doku (ぬるい毒)                                                                                |                        |
| 2012 | Hiwa Satoko Yamashita Sumito     | Rahō yonsennenki (螺法四千年記) Midori no saru (緑のさる)                                            |                        |
| 2013 | Itō Seikō                        | Sōzō rajio (想像ラジオ)                                                                              |                        |
| 2014 | Matsunami Tarō                   | L I F E                                                                                              |                        |
| 2015 | Takiguchi Yūshō Hideo Furukawa   | Ai to jinsei (愛と人生) Onnatachi sanbyakunin no uragiri no sho (女たち三百人の裏切りの書)           |                        |
| 2016 | Inui Akito                       | Noroi otoko: Haiyū Kameoka Takuji (のろい男 俳優・亀岡拓次)                                          |                        |
| 2017 | Natsuko Imamura Takahashi Hiroki | Hoshi no ko (星のこ) Sande pipuru (日曜日の人々(サンデー・ピープル))                                 |                        |
| 2018 | Kaneko Kaoru Norishiro Yūsuke    | Futago wa roba ni matagatte (双子は驢馬に跨がって) Honmono no dokushoka (本物の読書家))              |                        |
| 2019 | Natsuki Koyata Chiba Masaya      | Shinzen suikyōen (神前酔狂宴) Deadline (デッドライン))                                               |                        |
| 2020 | I Yondoku                        | Anata ga watashi o takeyari de tsukikorosu mae ni (あなたが私を竹槍で突き殺す前に)                   |                        |
| 2021 | Idogawa Iko                      | Koko wa totemo hayai kawa (ここはとても速い川)                                                       |                        |

## Noma Children's Literature Prize (1963–presente)
| Anno | Autore                                                          | Opera | Traduzione                  |
| ---- | --------------------------------------------------------------- | --- | --------------------------- |
| 1963 | Ishimori Nobuo                                                  | Ban no miyage hanashi (バンのみやげ話)                                                                     |                             |
| 1964 | Matsutani Miyoko e Shōno Eiji                                   | chisai momo-chan (ちいさいモモちゃん) e Hoshi no bokujō (星の牧場)                                         |                             |
| 1965 | Inui Tomiko                                                     | Umineko no sora (うみねこの空)                                                                             |                             |
| 1966 | Fukuda Kiyoto                                                   | Aki no medama (秋の目玉)                                                                                   |                             |
| 1967 | Satō Satoru e Kagawa Shigeru                                    | Obāsan no hikōki (おばあさんのひこうき) e Setoro no umi (セトロの海)                                       |                             |
| 1968 | Mado Michio                                                     | Tempura piriri (てんぷらぴりぴり)                                                                          |                             |
| 1969 | Imanishi Sukeyuki Miyawaki Toshio                               | Uraue no tabinintachi (浦上の旅人たち) Yama no ongoku monogatari (山のおんごく物語)                        |                             |
| 1970 | Iwasaki Kyōko                                                   | Koi no iru mura (鯉のいる村)                                                                               |                             |
| 1971 | Tsuchiya Yukio                                                  | Tōkyōkko monogatari (東京っ子物語)                                                                         |                             |
| 1972 | Kitabatake Yao                                                  | Oni o kau goro (鬼を飼うゴロ)                                                                              |                             |
| 1973 | Andō Mikio Yoda Junichi                                         | Denden mushi no keiba (でんでんむしの競馬) and Yayuki yamayuki?? (野ゆき山ゆき)                            |                             |
| 1974 | Tsubota Jōji                                                    | Nezumi no ibiki (ねずみのいびき)                                                                           |                             |
| 1975 | Koide Shōgo                                                     | Jinta no oto (ジンタの音)                                                                                  |                             |
| 1976 | Nonagase Masao                                                  | Chisana boku no ie (小さなぼくの家)                                                                        |                             |
| 1977 | Imae Yoshitomo Shōgenji Haruko                                  | Oniki (兄貴) Yuki bokko monogatari (雪ぼっこ物語)                                                          |                             |
| 1978 | Kawamura Takashi                                                | Yama e iku ken (山へいく牛)                                                                                |                             |
| 1979 | Kanzawa Toshiko e Hiroyama Eizō                                 | Inai inai baaya (いないいないばあや)                                                                       |                             |
| 1980 | Nagasaki Gen'nosuke e Akasaka Miyoshi Sakata Hiroo              | Wasureta shima e (忘れられた島へ) e Dorachii chan no boken (ドラジイちゃんの冒険)                          |                             |
| 1981 | Yasuo Maekawa e Ōda Daihachi                                    | Wakai sōna jidōusha no hanashi (かわいそうな自動車の話)                                                    |                             |
| 1982 | Awa Naoko e Ajito Keiko                                         | Tooi nobara no mura (遠い野ばらの村)                                                                       |                             |
| 1983 | Saitō Atsuo                                                     | Gamba to Kawauso no bōken (ガンバとカワウソの冒険)                                                         |                             |
| 1984 | Taku Miki e Sugiura Hanmo Takezaki Yūhi e Kobayashi Yoshi       | Pota pota (ぽたぽた) e Nigedashita heitai (にげだした兵隊)                                                 |                             |
| 1985 | Eiko Kadono e Hayashi Akiko                                     | Majo no takkyūbin (魔女の宅急便)                                                                           | Kiki - Consegne a domicilio |
| 1986 | Sueyoshi Akiko e Satoshi Nakachie                               | Mama no kiiroi kozō (ママの黄色い子象)                                                                     |                             |
| 1987 | Horiuchi Sumiko Miwa Hiroko e Furiyaka Yoko                     | Rubī iro no tabi (ルビー色の旅) Bokura no natsu wa yamagoya de (ぼくらの夏は山小屋で)                      |                             |
| 1988 | Shuntarō Tanikawa                                               | Hadaka Tanikawa Shuntarō shishū (はだか 谷川俊太郎詩集)                                                    |                             |
| 1989 | Miwa Hiroko e Kuroi Ken Aman Kimiko e Nishimaki Kayako          | Papa-san no niwa (パパさんの庭) Okko-chan to tantan usagi (おっこちゃんとタンタンうさぎ)                   |                             |
| 1990 | Ōishi Makoto e Ishizaki Sumiko Muranaka Rie                     | Nemurenaiko (眠れない子) e Onei-chan (おねいちゃん)                                                        |                             |
| 1991 | Imamura Ashiko e Itō Masamichi Mori Tadaaki e Fujikawa Hideyuki | Kagari-chan (かがりちゃん) e Horn-misaki made (ホーン岬まで, Hōn-misaki made)                              |                             |
| 1992 | Matsutani Miyoko e Ise Hideko Yamashita Haruo e Uno Akira       | Akane-chan no namida no umi (アカネちゃんのなみだの海) e Kamome no ie (カモメの家)                         |                             |
| 1993 | Yamanaka Hisashi e Hotta Akio                                   | Tonderojii chan (とんでろじいちゃん)                                                                       |                             |
| 1994 | Gotō Ryūji e Tanaka Makiko                                      | Yashin aratamezu - Hitakami kokuden (野心あらためず・日高見国伝)                                           |                             |
| 1995 | Okada Jun                                                       | Kosoado no mori no monogatari (こそあどの森の物語 1・2・3)                                                 |                             |
| 1996 | Moriyama Miyako e Odagiri Akira                                 | Maneya no oiraryo nekodōchū (まねやのオイラ旅ねこ道中)                                                     |                             |
| 1997 | Asano Atsuko e Satō Makiko                                      | Batterī (バッテリー)                                                                                       |                             |
| 1998 | Eto Mori                                                        | Tsuki no fune (つきのふね)                                                                                 |                             |
| 1999 | Tatsumiya Shō e Azuma Itsuko                                    | Tsukikami no suberu mori (月神の統べる森で)                                                                |                             |
| 2000 | Masumasa Moto e Maekawa Kazuo                                   | Zukkoke no bakku to za fyucha (ズッコケ三人組のバック・トゥ・ザ・フューチャー)                             |                             |
| 2001 | Hanagata Mitsuru                                                | Girigiri toraianguru (ぎりぎりトライアングル)                                                              |                             |
| 2002 | Soya Kiyoshi                                                    | Garasu no uma (ガラスのうま)                                                                               |                             |
| 2003 | Itō Hiroshi                                                     | Osaru no mori (おさるのもり)                                                                               |                             |
| 2004 | Nahoko Uehashi                                                  | Kitsune fue no kanata (狐笛のかなた)                                                                       |                             |
| 2005 | Yoshibashi Michio                                               | Namakura (なまくら)                                                                                        |                             |
| 2006 | Yatsuka Sumiko                                                  | Watashi no sukina hito(わたしの, 好きな人)                                                                 |                             |
| 2007 | Yazuki Michiko                                                  | Shizukana Hibi (しずかな日々)                                                                              |                             |
| 2008 | Kudō Naoko                                                      | Noharauta V (のはらうたＶ)                                                                                 |                             |
| 2009 | Nakagawa Chihirō                                                | Karin-chan to jūgonin no ohina-sama (かりんちゃんと十五人のおひなさま)                                     |                             |
| 2010 | Ichikawa Nobuko                                                 | Kinō no yoru, otōsan ga osoku kaeta, sono wake wa ... (きのうの夜、おとうさんがおそく帰った、そのわけは……) |                             |
| 2011 | Tomiyasu Yōko                                                   | Bon maneki (盆まねき)                                                                                      |                             |
| 2012 | Ishizaki Hiroshi                                                | Sekai no hate no majo gakkō (世界の果ての魔女学校)                                                         |                             |
| 2013 | Saitō Hiroshi                                                   | Rudolf to Snow White (ルドルフとスノーホワイト)                                                            |                             |
| 2014 | Iwase Jōko                                                      | Atarashii ko ga kite (あたらしい子がきて)                                                                  |                             |
| 2015 | Murakami Shiiko                                                 | Utau to wa chiisana inochi hiroiage (うたうとは小さないのちひろいあげ)                                     |                             |
| 2016 | Kashiwaba Sachiko                                               | Misaki no mayoiga (岬のマヨイガ)                                                                           |                             |
| 2017 | Yamamoto Etsuko                                                 | Kamikakushi no kyōshitsu (神隠しの教室)                                                                    |                             |
| 2018 | Andō Mikie                                                      | Mangetsu no musume-tachi ( 満月の娘たち)                                                                   |                             |
| 2019 | Tomori Shiruko                                                  | Yukai na Tokoi-kun (ゆかいな床井くん)                                                                      |                             |
| 2020 | Itō Miku                                                        | Saku to Aki (朔と新)                                                                                       |                             |
| 2021 | Takadono Hōko                                                   | Watashi, Pari ni itta no (わたし、パリにいったの)                                                          |                             |